# Omo
L'Omo (Omo Bottego nella cartografia italiana d'epoca coloniale) è un fiume dell'Etiopia.

## Descrizione
Il fiume nasce nell'altopiano etiopico e dopo 760 km sfocia nel lago Turkana passando in questo modo dai circa 2500 metri di altezza delle sorgenti ai 500 metri di altezza del lago. Il notevole dislivello rende il flusso dell'Omo impetuoso, interrotto solo da alcune cascate come quelle di Kokobi. L'Omo è pertanto navigabile solo nel suo corso finale prima di sfociare nel lago Turkana.
L'Omo riceve numerosi affluenti tra cui il Gogeb, il Wabi, il Mago ed attraversa i parchi nazionali di Mago e Omo ricchi di fauna. L'intero bacino dell'Omo ha una notevole importanza sia archeologica che geologica: qui sono stati trovati numerosi fossili di ominidi, risalenti ad epoche del Pliocene e del Pleistocene. Fra questi reperti sono stati ritrovati soprattutto scheletri appartenenti al genere australopithecus e homo, insieme ad utensili di quarzite risalenti a circa 2,4 milioni di anni fa. Per questo nel 1980 la valle dell'Omo è stata inserita nell'elenco dei Patrimoni dell'umanità dell'UNESCO.

## Esplorazione
Al pari del Nilo, l'Omo ha destato alla fine dell'Ottocento notevoli perplessità circa il suo corso e le sue sorgenti. Numerosi esploratori cercarono invano di scoprire il mistero dell'Omo. Vi riuscì infine Vittorio Bottego nel corso della sua seconda spedizione del 1895-97 in cui l'esploratore italiano trovò la morte.
Bottego raggiunse la valle dell'Omo il 29 giugno 1896 e ne seguì il corso fino alla foce nel lago Turkana (allora chiamato Rodolfo) dopodiché la spedizione risalì il fiume ed il 1º gennaio 1897 entrò nel bacino del Nilo.

## Sfruttamento idroelettrico
Negli ultimi decenni il fiume Omo ha cominciato a divenire oggetto di uno sfruttamento idroelettrico: sono infatti state costruite le tre dighe Gilgel Gibe I, II e III e sono in via di pianificazione le due Gilgel Gibe IV e V. Questa serie di infrastrutture permetteranno all'Etiopia di aumentare di molto la produzione elettrica nazionale.
Secondo varie fonti, però, queste dighe avranno un forte impatto ambientale sui terreni circostanti e sociale sui popoli indigeni, anche quelli che vivono intorno al lago Turkana (che in buona parte si trova in Kenya). Secondo alcuni il lago potrebbe ridursi in modo considerevole, come accadde al lago d'Aral in Unione Sovietica.